# Erik Prince
Erik Prince (ur. 6 czerwca 1969 w Holland) – amerykański wojskowy, założyciel firmy Blackwater.

## Życiorys
W wieku 17 lat uzyskał licencję pilota. Kształcił się na uczelni Hillsdale College, którą ukończył w 1993 roku, następnie odbywał studia na United States Naval Academy, rezygnując jednak po trzech semestrach. Podczas prezydentury George’a H.W. Busha odbywał staż w Białym Domu. Pomimo nieukończenia studiów na uczelni wojskowej służył w United States Navy SEALs, stacjonował wówczas w Virginia Beach. W 1997 roku wspólnie z Alem Clarkiem powołał do życia przedsiębiorstwo Blackwater, które było odpowiedzialne m.in. za szkolenie żołnierzy sił morskich. W 2010 roku sprzedał wszystkie swoje udziały w przedsiębiorstwie.
Sfinansował znajdujący się w Schenectady ośrodek onkologiczny. Doradca administracji prezydenta Donalda Trumpa.

## Życie prywatne
Syn Edgara i Elsy, ma trzy siostry. Był żonaty z Joan, która w 2003 roku zmarła z powodu nowotworu, następnie wziął ślub z inną kobietą. Z obu związków ma łącznie sześcioro dzieci.